# Oestocephalus
Oestocephalus is een geslacht van uitgestorven basale Tetrapoda dat behoort tot de Aistopoda. Hij had een amfibische levenswijze. Hij leefde in het Laat-Carboon (ongeveer 308 - 310 miljoen jaar geleden) en zijn fossiele overblijfselen zijn gevonden in Europa en Noord-Amerika.

## Beschrijving
Oestocephalus staat bekend om zijn talrijke fossiele overblijfselen en is een van de bekendste aïstopoden. Net als al zijn soortgenoten had dit dier een extreem langwerpig lichaam, vergelijkbaar met dat van een slang en zonder ledematen. De schedel was vergelijkbaar met die van andere, meer basale vormen zoals Lethiscus en Ophiderpeton, met ogen naar voren in de schedel en grote openingen in het gebied van de wangen, bedekt met osteodermen. Van deze laatste geslachten verschilde Oestocephalus echter door de afwezigheid van een postorbitaal bot. Vreemd genoeg was er ook een merkbare vermindering van de laterale botten van de wangen, wat leidde tot het blootleggen van het verhemelte in onder- en zijaanzichten; de verhemeltebeenderen waren ingebed in een enkele palatinale vierkante structuur zoals bij osteolepiforme vissen. Het schedelgewelf was smaller dan dat van eerdere aïstopoden, en het kaakgewricht was achteraan geplaatst, voorbij het achterhoofd, waardoor het dier een uitzonderlijk grote mondopening kreeg. De configuratie van het gewricht tussen de atlas en het achterhoofd, zoals bij alle aïstopoden, maakte een beperkte beweging van de schedel mogelijk, met een grote middelste proatlas die scharnierde met de boog van de atlas, en een achterhoofd zonder specifieke invoeggebieden voor de articulatie.
Een fossiel van Oestocephalus waarin de schedel bewaard is gebleven, toont aan dat er bij dit dier twee grote onderste uitsteeksels waren van het basioccipitale, het onderste achterhoofd, geïnterpreteerd als gewrichten van het skelet van de kieuwen. Deze interpretatie wordt ondersteund door de aanwezigheid van tekenen van vasculaire kanalen, typisch voor dieren met kieuwen; er wordt daarom aangenomen dat er zelfs bij Oestocephalus echte externe kieuwen waren in het volwassen stadium, en het is mogelijk dat deze structuren aanwezig zij bij alle aïstopoden (Pardo et al., 2019).
De wervels van de romp werden onderscheiden door lange en cilindrische wervelcentra, hol aan beide gewrichtseinden, versmolten met de wervelbogen zonder beennaden. Alle wervels waren verstoken van intercentra of chevrons, en in langsdoorsnede leken ze op een zandloper. Net als bij Ophiderpeton, maar in tegenstelling tot Phlegethontia, waren de wervels uitgerust met extra gewrichten boven de zygapophyses, de normale gewrichtsuitsteeksels. Oestocephalus bezat ongeveer vierenzestig precaudale wervels, allemaal met kenmerkende K-vormige ribben en achtendertig staartwervels. Het aantal staartwervels zal toenemen bij meer afgeleide aïstopoden, zoals Pseudophlegethontia (52) en Phlegethontia (tussen 100 en 160). Ook aanwezig waren, zoals in Ophiderpeton, tal van kleine osteodermen langs de rug.

## Naamgeving
Oestocephalus werd voor het eerst benoemd in 1868 door Edward Drinker Cope, die de fossiele overblijfselen uit Linton, Ohio, die teruggaat tot het Laat-Carboon, bestudeerde. De typesoort is Oestocephalus amphiuminus, ook bekend dankzij fossielen uit Mazon Creek (Illinois) en Nýřany (Tsjechië). Een andere soort is Oestocephalus nanum, gevonden in Newsham (Northumberland, Groot-Brittannië), met verminderde dorsale osteodermen.

## Fylogenie
Oestocephalus en de vergelijkbare Coloraderpeton vertegenwoordigen tussenvormen in de evolutie van aïstopoden, 'amfibieën' die typisch zijn voor het Carboon met zeer langwerpige lichamen en zonder ledematen. Oestocephalus bezat enkele kenmerken die gevonden werden bij archaïsche aïstopoden zoals Lethiscus en Ophiderpeton, maar kondigde al de afgeleide vormen zoals Phlegethontia aan voor andere kenmerken.
Het is omstreden of de Aistopoda Batrachomorpha of Reptiliomorpha zijn of wellicht nog basalere Tetrapoda.